# سد البسینی
سد البسینی (به لاتین: Albasini Dam) یک سد در آفریقای جنوبی است که در لیمپوپو واقع شده‌است.